# 龍頭八重滝
龍頭八重滝（りゅうずやえだき）は、島根県雲南市掛合町にある瀑布群で、日本の滝百選に選定されている。龍頭八重滝とは松笠地区にある龍頭ヶ滝と、その南東約5.5km入間地区にある八重滝の総称である。双方の滝周辺は竜頭八重滝県立自然公園に指定されている。

## 龍頭ヶ滝
龍頭ヶ滝（りゅうずがたき）は、雲南市掛合町松笠にある滝。

### 概要
雲南市と出雲市の境界にある鳥屋ヶ丸（とやがまる）を源とする斐伊川水系の三刀屋川の支流・滝谷川にある。上流部の雄滝、下流部の雌滝からなる。流域にはオオサンショウウオが生息している。
雄滝は落差40mの直瀑である。下部は洞穴となっており滝観音が祀られている。洞穴内部から滝を眺めることが出来る「裏見の滝」となっている。
雌滝は段瀑となっており、下部のみが見え上部は岩陰に隠れて確認できない。
ここには名馬「池月」を産し、京に献上したとの伝説が残っている。池月は承久の乱における宇治川の戦いの先陣争いで佐々木高綱が騎馬し、後に源頼朝に献じられたと伝えられる。
明治時代の詩人・大町桂月は「出雲国中、滝は龍頭ヶ滝が第一なり。この滝日光に持ち行くも十番以内に有るべし。」と評している。

### アクセス
- 島根県道39号湖陵掛合線沿いに看板有り、滝谷川添いに分岐し3km南進、民家脇に駐車場有り。駐車場より約350m。

## 八重滝
八重滝（やえだき）は、雲南市掛合町入間にある瀑布群の総称。

### 概要
三刀屋川水系の支流・民谷川の渓谷に連続して掛かっている。
上流より、八汐・八塩滝（やしおだき）、姫滝、姥滝（うばだき）、河鹿滝（かじかだき）、紅葉滝、滝尻滝（たきじりだき）、猿飛滝と合計8瀑があり八重滝と呼ばれる。八汐・八塩滝、滝尻滝を除いては渓流瀑となっておりさほどの落差はない。龍頭ヶ滝と同じく、流域にはオオサンショウウオが生息している。
主滝は最上部の八汐滝・八塩滝である。落差40mの段瀑で、上部を八汐滝、下部を八塩滝と称する。
滝尻滝は落差15mの直瀑で轟音と水煙を上げて落下している。

### アクセス
国道54号に看板有り。54号より枝道へ分岐し1km南進、駐車場有り。八汐・八塩滝までは駐車場より沢伝いの遊歩道を1,100m歩く。所要時間片道約35分（案内板による）。